# Königsee (plaats)
Königsee is een ortsteil van de Duitse stad Königsee in Thüringen.

## Geschiedenis
Op 31 december 2012 fuseerde de tot dan toe zelfstandige stad Königsee met de gemeente Rottenbach, waarvan de naam op 1 januari 2019 weer werd veranderd naar Königsee